# Vertrag von München (1619)
Der Münchener Vertrag vom 8. Oktober 1619 war ein bedeutendes Abkommen zu Beginn des Dreißigjährigen Krieges im Wesentlichen zwischen Kaiser Ferdinand II. und dem bayerischen Herzog Maximilian I. Er sicherte unter anderem das Eingreifen der katholischen Stände auf Seite des Kaisers im Kampf gegen das aufständische Böhmen zu. Neben verschiedenen Entschädigungen wurde mündlich der Übergang der pfälzischen Kurwürde auf Bayern vereinbart.

## Vorgeschichte
Vorangegangen war 1619 die Wahl von Kurfürst Friedrich V. von der Pfalz zum böhmischen König und von Ferdinand II. zum Kaiser. Es war daraufhin zu Verhandlungen zwischen dem Kaiser, den geistlichen Kurfürsten und dem spanischen Gesandten Íñigo Vélez de Guevara, Conde de Oñate gekommen. Bei den Beratungen ging es darum, militärische Maßnahmen gegen Böhmen und die Protestantische Union zustande zu bringen. Um den bayerischen Herzog Maximilian I. für die Absicht zu gewinnen, hatte der Kaiser persönlich diesem die Führung des Direktoriums der sich erneuernden katholischen Liga angeboten.

## Inhalt
Am 8. Oktober 1619 wurde ein Vertrag im Wesentlichen zwischen dem Kaiser und Maximilian abgeschlossen. Darin wurde Maximilian vor dem Hintergrund des bevorstehenden Krieges die unbeschränkte Obergewalt über die katholische Liga eingeräumt. In diesem Amt konnte selbst der Kaiser Maximilian keine Anweisungen mehr geben. 
Zur tatsächlichen aktiven Unterstützung war der Herzog erst nach Zahlung der zur Aufstellung eines Heeres von 18.000 Mann zu Fuß und 2600 zu Pferde nötigen Finanzmittel verpflichtet. Allerdings war dies nicht nötig, sollten die Truppen zur Verteidigung der Gebiete der zur Liga gehörenden Territorien benötigt werden.
Die Handlungsfreiheit der Liga war insofern etwas beschränkt, da Verträge mit der Union vom Kaiser und von Maximilian gebilligt werden mussten. 
Der Kaiser verpflichtete sich alle Unkosten des Krieges, die Bayern über den Beitrag zur Liga hinaus leisten musste, zu erstatten. Es sollten im Falle einer Niederlage sogar bayerische Territorialverluste durch österreichische Gebiete ausgeglichen werden. 
Nicht schriftlich fixiert wurden in diesem Zusammenhang 
1. dass Maximilian die im Verlauf des Krieges eroberten Gebiete behalten und in sein Herzogtum eingliedern durfte (die schriftliche Fixierung fand im Mai 1620 statt)[1]
2. dass nach der Ächtung von Friedrich V. die Kurwürde von der pfälzischen Linie der Wittelsbacher an die bayerische Linie fallen sollte.

Der Münchener Vertrag wurde zum Ausgangspunkt des Wiederauflebens der Liga und des Eingreifen der katholischen Reichsstände auf der Seite des Kaisers gegen das aufständische Böhmen.
Die weitere Folge war, dass als Folge der Niederlage von Kurfürst Friedrich V. bei der Schlacht am Weißen Berg die Oberpfalz und die Kurpfalz samt Kurwürde an Maximilian übertragen wurde.